# Krakeelrivier
Coldstream è una cittadina sudafricana situata nella municipalità distrettuale di Sarah Baartman nella provincia del Capo Orientale.

## Geografia fisica
Il piccolo centro abitato sorge nel Langskloof lungo il corso del fiume Krakeel, dal quale prende il nome, a circa 190 chilometri a ovest della città di Port Elizabeth. 